# Toren van Wormer
De Toren van Wormer is een straalverbindingstoren in de plaats Wormer. De toren telt 144 meter inclusief zendmast en is daarmee het hoogste bouwwerk van de Noord-Hollandse Zaanstreek.
De bijna 119 meter hoge betontoren aan de Veerdijk in Wormer is in 1970 gebouwd in opdracht van de Rijksgebouwendienst voor de PTT. Die het daarna in gebruik nam als straalverbindingstoren ten behoeve van telefonie. De toren is voorzien van drie bordessen voor het opstellen van straalzenders en ontvangers, en daarboven  bevindt zich de zogenaamde (glazen) reportagering. De toren is onderdeel van een netwerk van  straalverbindingstorens en masten die tussen 1955 en 1989 voor de PTT zijn gebouwd.
Omdat de regionale omroep NH per januari 2000 wilde beginnen met televisie via de ether werd er in 1999 een circa 30 meter hoge zendmast op de toren geplaatst, met een 200 kW televisiezender in de toren. 
Sinds 2003 wordt de toren ook gebruikt voor het uitzenden van DVB-T-frequenties van Digitenne en FM-frequenties van BNR Nieuwsradio en Qmusic. De PTT/ KPN-toren was sinds 2007 eigendom van Alticom die de toren verder heeft ingericht als rekencentrum. In 2017 werd Alticom overgenomen door het Spaanse telecombedrijf Cellnex Telecom. In 2006 werd NOVEC BV de nieuwe eigenaar van de zendmast op de toren. 
De toren is door de buurtbewoners altijd Toren van Wormer genoemd.